# Anna Witt
Pour les articles homonymes, voir Witt.
Anna Witt (née en 1981 à Wasserburg am Inn) est une artiste contemporaine allemande. 

## Biographie
Anna Witt grandit à Dorfen.
En 2002, elle commence des études à l'académie des beaux-arts de Munich, d'abord auprès d'Asta Gröting et plus tard de Magdalena Jetelová. À partir de 2005, elle étudie la sculpture performative à l'académie des beaux-arts de Vienne auprès de Monica Bonvicini. Elle reçoit un financement de la Studienstiftung des deutschen Volkes et participe à l'académie d'été au Centre Paul-Klee de Berne en 2011 auprès de Pipilotti Rist. Elle est présente dans des expositions et biennales nationales et internationales, notamment la Manifesta 7, la 6e Biennale de Berlin, la 29e Biennale des arts graphiques de Ljubljana , la première Biennale de Vienne et la Triennale d'Aichi 2019.
Witt travaille avec des performances vidéo et des interventions performatives dans l'espace public, apparaissant d'abord comme une performeuse elle-même. Très tôt, elle se préoccupe de la participation, qui devient de plus en plus importante pour son travail, comme ce fut le cas pour la première fois dans la performance Geld zu finden (2003) à la galerie de l'académie de Munich. Dans les œuvres ultérieures, ce sont surtout les passants, certaines personnes ou groupes qui s'imposent dans leurs performances et installations vidéo. Elle pose des questions sur la formation du sujet : comment nous devenons, qui nous sommes, ce que nous faisons, ce en quoi nous croyons, ce pour quoi nous nous battons et comment ce moi social est lié aux conditions-cadres sociales, politiques et économiques.